# Heinrich Leutemann

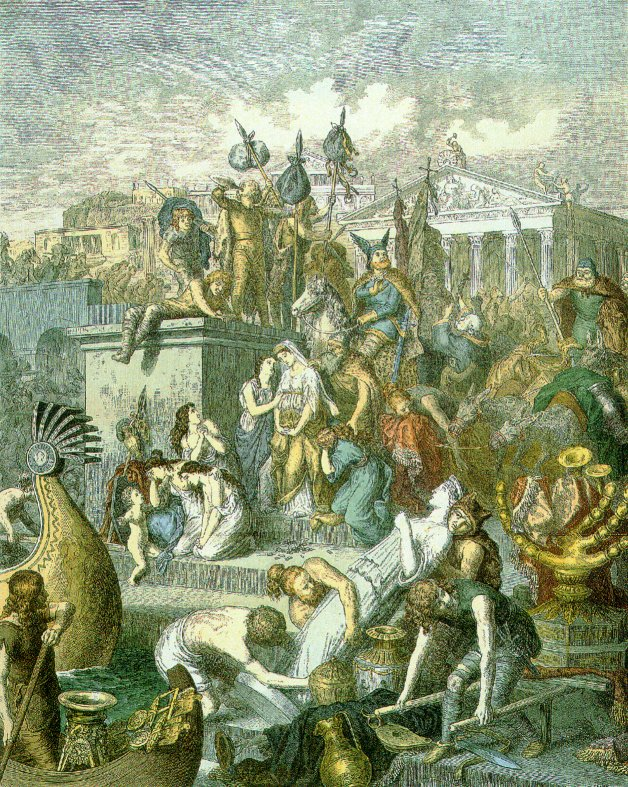
Vandalii jefuind Roma, de Leutemann

Gottlob Heinrich (Henrik) Leutemann (n. 8 octombrie 1824, Großzschocher⁠(d), Confederația Germană, Germania – d. 14 decembrie 1905, Wittgensdorf⁠(d), Regatul Saxoniei, Germania) a fost un artist și ilustrator de cărți german. 

## Biografie
S-a născut în Leipzig și a studiat acolo. A realizat litografii pentru postere educative. 
În anii 1850 a creat ilustrații cu animale pentru un atlas zoologic. Printre desenele sale sunt: Ankunft Junger Leoparden bei Hagenbeck din Hamburg („O cușcă cu tineri leoparzi ajunge la spectacolul cu animale al lui Hagenbeck de la Hamburg”), Tierkauf in Afrika („Cumpărând animale în Africa”), Riesenschlangen-Käfig im Zoologischen Garten Hamburg (Cușca cu șerpi gigantici de la Grădina Zoologică din Hamburg) și Lamantini („Lamantini”). Parcul zoologic al lui Hagenbeck continuă să fie vizitat la Hamburg.
Împreună cu un profesor pe nume A. Kirchhoff, care a scris textul, Leutemann a elaborat lucrarea Graphic Pictures of Native Life in Distant Lands, illustrating the Typical Races of Mankind (1888). Această carte era menită să fie un studiu etnografic pentru copiii mai mari și descria popoarele indigene ale lumii: aborigenii din Australia, papuașii, polinezienii, eschimoșii, indienii americani, hotentoții, negrii americani, nubienii, arabii, indienii, chinezi și japonezi.
El a realizat, de asemenea, ilustrații cu teme istorice și mitologice clasice; printre desenele sale se numără Bătălia cu amazoanele, Acropola din Atena și Astronomul Ptolemeu așezând, sub autoritatea comentatorului aristotelian Olympiodorus (secolul al VI-lea), o stelă în Templul lui Serapis din Canobus comemorând marile sale realizări astronomice (1876).
A murit la Chemnitz-Wittgensdor.

## Legături externe
- de  Abenteuerliteraturfür Jugendliche
- de  Heinrich Leutemann[nefuncțională – arhivă]